# أبو ثور (الأحساء)
قرية أبو ثور هي واحدة من القرى العريقة في منطقة الأحساء، وتشهد علي أقدميتها بيوتها الأثرية والقلاع، وقد ذكرها لوريمر في كتابه الإحصائي وأيضاً ذكرها فيدال.

## الموقع
توجد قرية أبو ثور في مدينة العمران بالأحساء، وتبعد 13 ميلاً عن مدينة الهفوف، كما تحدها قرية العرامية وعلي مقربة من جبل أوحصيص. 

## التسمية
تعددت الأقاويل في سبب التسمية؛
كان أول من سكن بها رجل كان يمتلك ثور يؤجره لجلب الماء للبيوت.
لوجود بستان وقف بقاياه الآن عند المنسف ويقع شمال مسجد القرية الكبير.
لأن كان بها نهر صغير يسمى أبو الثيران الصغير سماه الأهالي أبو ثور. 

## التاريخ
يصل تاريخ هذه القرية إلى حوالي من 300 إلى 400 عام. وعندما سكن الأجداد هذه القرية كانت البيوت من سعف النخيل والطين حيث كانوا يقتطعون من جبل القارة ويبنوها. 

## السكان
كان أول من سكن القرية عوائل الناصر والعباد والمنسف، وكان عدد البيوت 20 بيتاً، وبعدها جاءت العوائل الأخرى أهمها عائلة الشومري. 
يبلغ عدد سكانها حالياً 1835 نسمة. 

## الزراعة
كانت تمتاز القرية بطبيعة زراعية لذلك كانت الفلاحة هي المهنة الرئيسية.
الآن اختلفت الفلاحة لضعف المياه، حيث كانت تتم عملية السقاية 8 مرات في الشهر، لكن الآن تتم العملية مرتين وثلاث مرات، وذلك يؤثر على حجم إنتاج التمر. 

## عين الضعيني
كان أهالي القرية يشربون ويسقون من عين الضعيني؛ وهي كانت تسقي القرى المجاورة أيضاً، وكانت تأتي بالمياه من عين الخدود بالهفوف، ولكن فترة ضعفت عين الضعيني لوجود الجفاف.
قامتالحكومة في عهد الملك فيصل بحفر بئر وخزان ذي 4 طوابق في عهد الملك فيصل. 

## النشاطات الإجتماعية
- الاهتمام بالمتفوقين.
- وجود مدرسة ابتدائية ومتوسطة للبنات. [5]